# Amata maracandina
Amata maracandina là một loài bướm đêm thuộc phân họ Arctiinae, họ Erebidae.